# 伊桑若
伊桑若（法語：Yssingeaux，法語發音：[isɛ̃ʒo] ⓘ），法国东南部城市，奥弗涅-罗讷-阿尔卑斯大区上卢瓦尔省的一个市镇，同时也是该省的一个副省会，下辖伊桑若区，其市镇面积为80.57平方公里，2022年1月1日时人口数量为7,380人，在法国城市中排名第1,454位。
伊桑若位于上卢瓦尔省东部，是一个区域性的中心城市和叙克市镇公共社区的办公驻地，法国国道N88线及多条公路在此交汇。伊桑若是法国唯一一个以“Y”为首字母的副省会城市。

## 地名来源
“伊桑若”一名最初于公元985年以的形式被记载，该名称来源于日耳曼宗教人物“Isingaud”。

## 历史

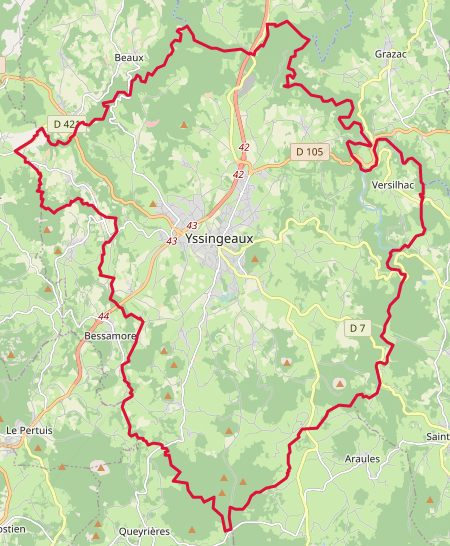
伊桑若市镇地图

伊桑若早在高卢时期就已出现人类聚落。公元985年，伊桑若成为一个堂区。中世纪中期，当地建成了城墙。15世纪时，勒皮主教约翰三世在伊桑若修建了一处行政宫，该建筑在法国大革命后成为伊桑若市政府所在地。宗教战争期间，胡格诺派于1621年8月4日攻占了伊桑若。法国大革命后，伊桑若成为上卢瓦尔省的一个市镇，自1795年起成为该省的一个副省会。工业革命期间，维瓦赖地方铁路网的三条铁路线在伊桑若交汇，二战后，因设施老化及私人汽车的兴起，连接伊桑若的铁路相继关闭。1926年，伊桑若区被撤销，1942年恢复。

## 地理

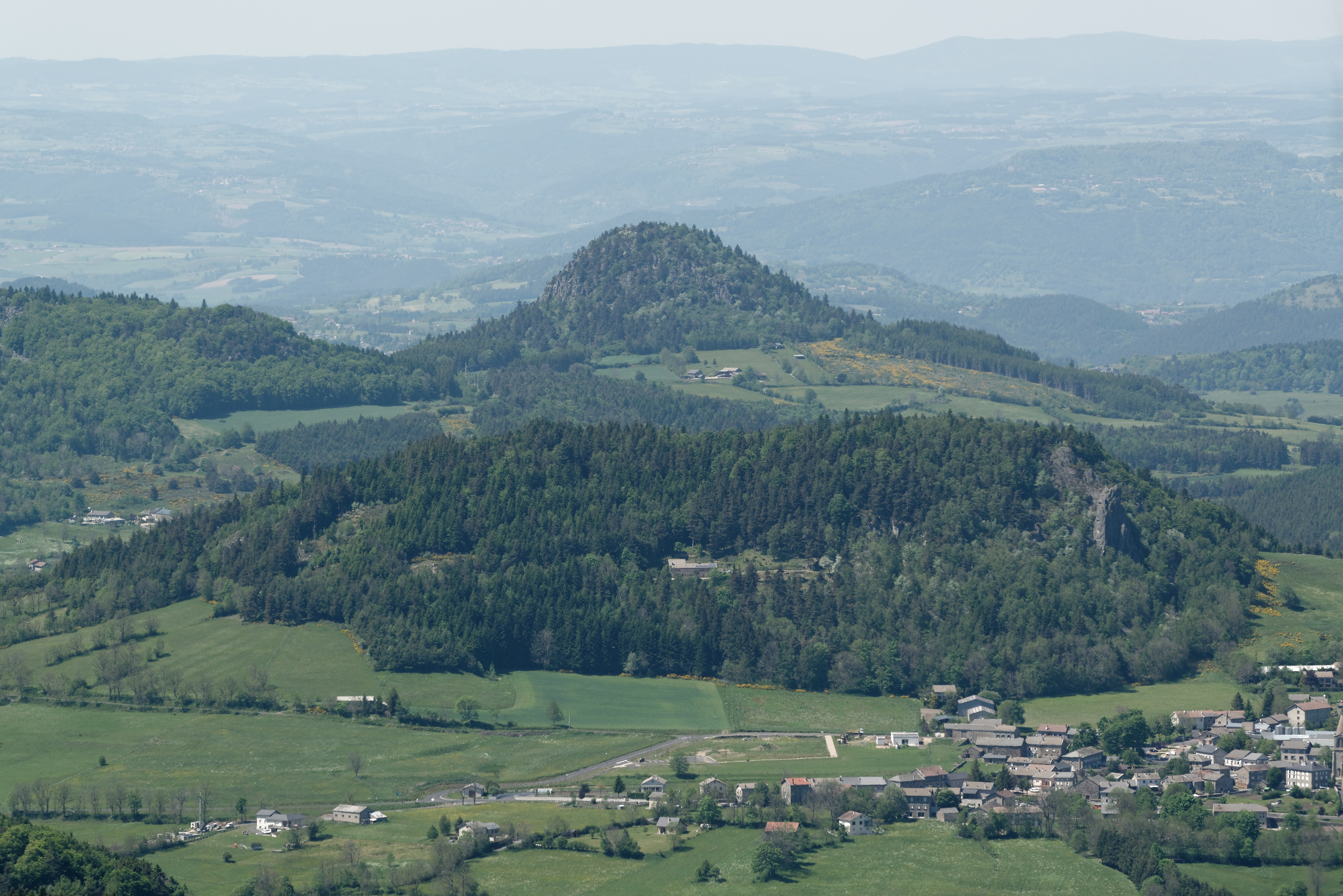
伊桑若附近的山峦

伊桑若位于法国东南部，奥弗涅-罗讷-阿尔卑斯大区南部偏西和上卢瓦尔省东部，距离省会勒皮大约28公里。与伊桑若接壤的市镇包括：阿罗勒、博村、贝萨莫雷勒、格拉扎克、勒佩尔蒂、凯里耶尔、圣热尔、圣于连迪皮内、利尼翁河畔圣莫里斯。

### 地形
伊桑若位于法国中央高原东部腹地，境内以丘陵为主，市镇中心位于圣罗克岭（Col de Saint-Roch）西侧，地势相对较为平坦，全境海拔在589到1,320米之间。

### 水文
锡欧尔姆河（La Siaulme）自南向北流经市区东部，该河是沃莱地区利尼翁河的支流，属于卢瓦尔河水系。

### 植被
伊桑若位于温带落叶林区，因海拔较高，部分区域分布有针叶林。市区东部的蒙巴尔尼耶山（Montbarnier）有大片天然树林分布。
在鲜花城市的评比中，伊桑若被评为2星级鲜花城市。

### 气候
伊桑若在柯本气候分类法中属于带有温带海洋性气候特征的山地气候，因海拔较高，当地冬季常出现大规模降雪。
伊桑若境内设有气象站，以下为该气象站的数据（其中日照数据取自卢德）：
| 伊桑若1981年－2019年 | 伊桑若1981年－2019年 | 伊桑若1981年－2019年 | 伊桑若1981年－2019年 | 伊桑若1981年－2019年 | 伊桑若1981年－2019年 | 伊桑若1981年－2019年 | 伊桑若1981年－2019年 | 伊桑若1981年－2019年 | 伊桑若1981年－2019年 | 伊桑若1981年－2019年 | 伊桑若1981年－2019年 | 伊桑若1981年－2019年 | 伊桑若1981年－2019年 |
| 月份                 | 1月                  | 2月                  | 3月                  | 4月                  | 5月                  | 6月                  | 7月                  | 8月                  | 9月                  | 10月                 | 11月                 | 12月                 | 全年                 |
| -------------------- | -------------------- | -------------------- | -------------------- | -------------------- | -------------------- | -------------------- | -------------------- | -------------------- | -------------------- | -------------------- | -------------------- | -------------------- | -------------------- |
| 历史最高温 °C（°F）  | 19.8 (67.6)          | 21.4 (70.5)          | 24.6 (76.3)          | 25.6 (78.1)          | 30.2 (86.4)          | 33.9 (93.0)          | 34.7 (94.5)          | 36.5 (97.7)          | 31.2 (88.2)          | 26.8 (80.2)          | 20.8 (69.4)          | 16.6 (61.9)          | 36.5 (97.7)          |
| 平均高温 °C（°F）    | 5.1 (41.2)           | 6.4 (43.5)           | 9.7 (49.5)           | 12.7 (54.9)          | 17.6 (63.7)          | 22 (72)              | 24 (75)              | 23.5 (74.3)          | 18.9 (66.0)          | 15 (59)              | 8 (46)               | 5.1 (41.2)           | 14 (57)              |
| 日均气温 °C（°F）    | 1.7 (35.1)           | 2.5 (36.5)           | 5 (41)               | 7.6 (45.7)           | 12.1 (53.8)          | 16 (61)              | 17.8 (64.0)          | 17.5 (63.5)          | 13.6 (56.5)          | 10.5 (50.9)          | 4.6 (40.3)           | 1.9 (35.4)           | 9.2 (48.6)           |
| 平均低温 °C（°F）    | −1.8 (28.8)          | −1.4 (29.5)          | 0.2 (32.4)           | 2.6 (36.7)           | 6.7 (44.1)           | 10 (50)              | 11.6 (52.9)          | 11.5 (52.7)          | 8.2 (46.8)           | 6.1 (43.0)           | 1.3 (34.3)           | −1.2 (29.8)          | 4.5 (40.1)           |
| 历史最低温 °C（°F）  | −14.8 (5.4)          | −13.9 (7.0)          | −19.1 (−2.4)         | −8.2 (17.2)          | −2.5 (27.5)          | −0.1 (31.8)          | 3.7 (38.7)           | 2.1 (35.8)           | −0.8 (30.6)          | −8.2 (17.2)          | −10.9 (12.4)         | −15.9 (3.4)          | −19.1 (−2.4)         |
| 平均降水量 mm（）    | 60.3 (2.37)          | 42.8 (1.69)          | 52.1 (2.05)          | 78.7 (3.10)          | 116.1 (4.57)         | 78.8 (3.10)          | 69.7 (2.74)          | 90.9 (3.58)          | 89.8 (3.54)          | 105.6 (4.16)         | 102.1 (4.02)         | 56.9 (2.24)          | 943.8 (37.16)        |
| 月均日照時數         | 93.7                 | 111.1                | 166.9                | 163.8                | 191                  | 221.4                | 261.2                | 234.6                | 179.7                | 126.7                | 84                   | 75.5                 | 1,909.6              |
| 来源：infoclimat.fr  |                      |                      |                      |                      |                      |                      |                      |                      |                      |                      |                      |                      |                      |

## 行政区划
伊桑若是法国奥弗涅-罗讷-阿尔卑斯大区上卢瓦尔省的一个市镇，编号为43268，它也是上卢瓦尔省的一个副省会。伊桑若下辖伊桑若区，隶属于上卢瓦尔省第一选区，管理伊桑若县，同时也是叙克市镇公共社区的办公驻地。
法国国家统计与经济研究所（简称）在进行数据统计时，将伊桑若单独设为伊桑若城市核心区，并将包括核心区在内的周边共2个市镇（伊桑若和贝萨莫雷勒）划为伊桑若城市区。自2020年起，伊桑若城市区被包含9个市镇的伊桑若城市辐射区代替。此外，还将伊桑若市镇分为了2个“块区”（IRIS），以便于统计人口分布情况。

## 交通

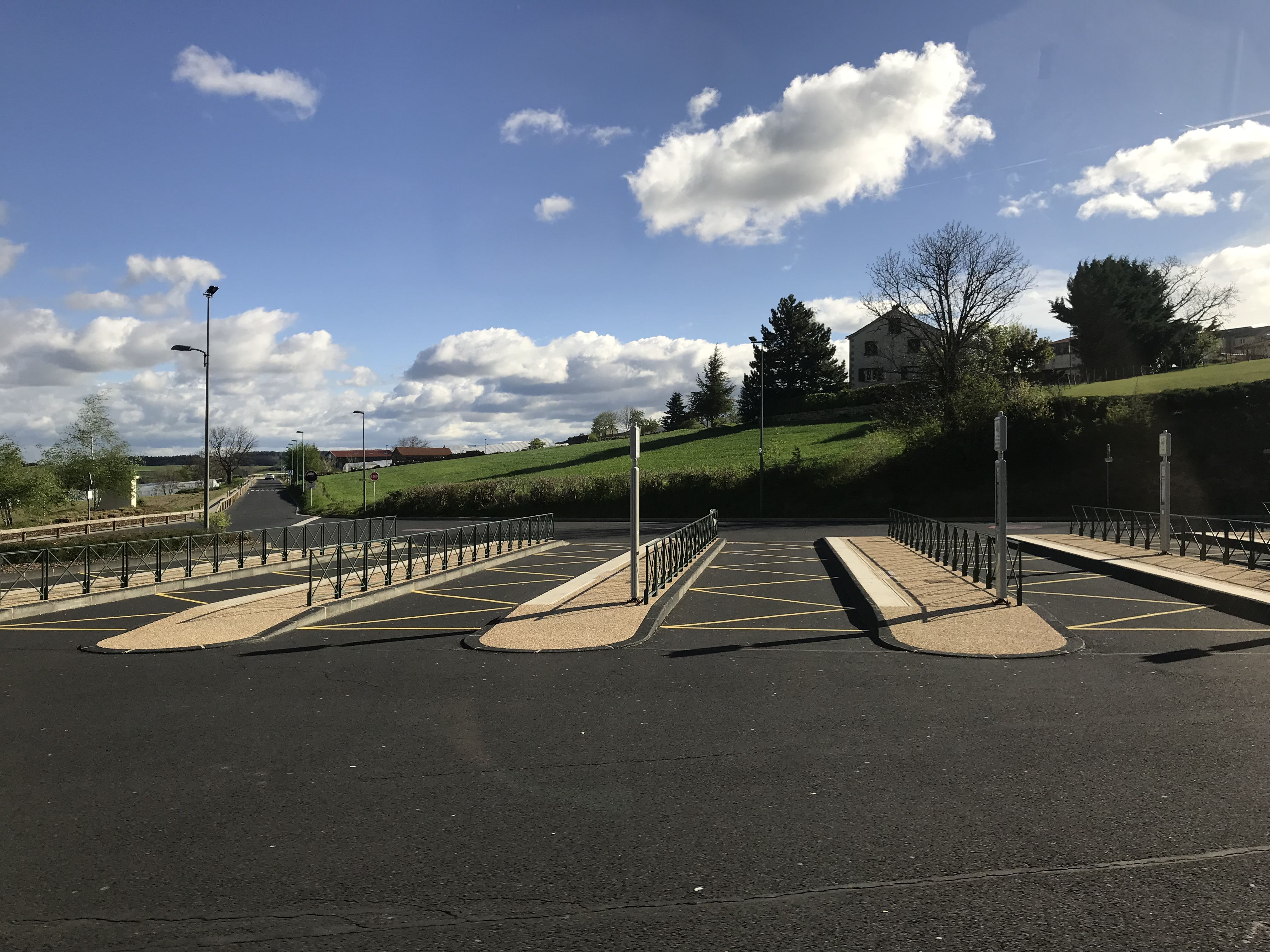
伊桑若汽车站

### 公路
法国国道N88线以高等级公路的形式经过伊桑若西北部，通过两处互通式立交桥连接伊桑若市区，此外多条上卢瓦尔省省道在伊桑若境内交汇。奥弗涅-罗讷-阿尔卑斯大区下属的上卢瓦尔省城际客运提供途径伊桑若的圣艾蒂安—勒皮的30号巴士线路，同时还有前往利尼翁河畔勒尚邦的校车线路。
2017年，687%的伊桑若家庭拥有至少一辆的私人汽车。
2019年，伊桑若境内共发生各类交通事故1起，造成2人受伤。

### 铁路
伊桑若在20世纪初曾为一个区域性的铁路枢纽，有三条地方铁路在此交汇，后因设施老化及私人汽车的兴起而关闭。
距离伊桑若最近的运营中的铁路客运车站为13公里外的勒图尔纳克站，该站位于圣乔治多拉克－圣艾蒂安铁路上，停靠往返于勒皮和圣艾蒂安一线的区域列车。

### 航空
距离伊桑若最近的民用航空站为勒皮-卢德机场，距离伊桑若市中心的公路里程约41公里。

### 城市公共交通
伊桑若暂无城市公共交通系统。

## 政治
伊桑若的现任市长为皮埃尔·利奥吉耶先生（Pierre Liogier），他是一名中间派，在2020年的市政选举中获得了53.02%的支持率。
在2017年的法国总统大选中，法国第25任总统埃马纽埃尔·马克龙在伊桑若获得了63.93%的支持率；而在2015年的大区选举中，法国政治家洛朗·沃基耶则在伊桑若获得了59.17%的支持率。
| 伊桑若历届市长 |                 |                            |
| 任期           | 市长            | 党派                       |
| 1944年－1945年 | 让·希斯克兰     | 不详                       |
| 1945年－1947年 | 诺埃尔·巴罗     | MRP人民共和运动            |
| 1947年－1965年 | 玛丽·凯珀林     | CNIP全国独立人士与农民中心 |
| 1965年－1966年 | 诺埃尔·巴罗     | CD法国民主中心             |
| 1966年－1971年 | 雅克·邦孔潘     | 不详                       |
| 1971年－1989年 | 马塞尔·吉约蒙   | 無黨籍                     |
| 1989年－2001年 | 雅克·巴罗       | UDF法国民主联盟            |
| 2001年－2020年 | 贝尔纳·加洛     | DVD右翼无党派人士          |
| 2020年－       | 皮埃尔·利奥吉耶 | DVC混杂中间派              |

## 人口
2018年，伊桑若市镇人口数量为7,245，在法国排名第1,454位。其中男性3,514人，女性3,688人，75岁及以上人口占10.8%，外籍人口数量为1,581人，人口密度为90人/平方公里，当地居民被称为（男性）或（女性）。2019年，伊桑若境内出生58人，死亡人口93人。
| 年份   | 1936  | 1946  | 1954  | 1962  | 1968  | 1975  | 1982  | 1990  | 1999  | 2006  | 2007  | 2012  | 2017  | 2018  |
| ------ | ----- | ----- | ----- | ----- | ----- | ----- | ----- | ----- | ----- | ----- | ----- | ----- | ----- | ----- |
| 人口數 | 6,293 | 6,096 | 5,653 | 5,334 | 5,565 | 5,878 | 6,228 | 6,118 | 6,492 | 6,888 | 6,931 | 7,101 | 7,202 | 7,245 |

## 经济
伊桑若是一个区域性的中心城市，当地共有各类用人单位1,251家，平均历史为18年，其中99.07%为中小型企业（PME）。（零售）、（零售）及（建材装饰）是当地2019年营业额最高的三个企业，分别为31,544,881欧元、15,610,665欧元和9,193,049欧元。

## 财政收入
2019年，伊桑若的财政收入总额为10,083,900欧元，财政支出总额为7,926,760欧元，当年的债务总额为6,165,390欧元。2020年，伊桑若共获得1,479,970欧元的国家财政补助，比上一年增加了0.04%。
2017年，伊桑若的人均月收入总额为1,927欧元，其中高级职员为3,373欧元，低于法国平均水平（4,214欧元）；中级职员为2,102欧元，低于法国平均水平（2,353欧元）；普通职员为1,602欧元，亦低于法国平均水平（1,690欧元）。
2017年，伊桑若境内的青壮年（15至64岁）失业率为9.6%，当地49.4%的家庭拥有纳税资格，平均纳税2,101欧元，低于法国平均水平（3,888欧元）。

## 社会事务

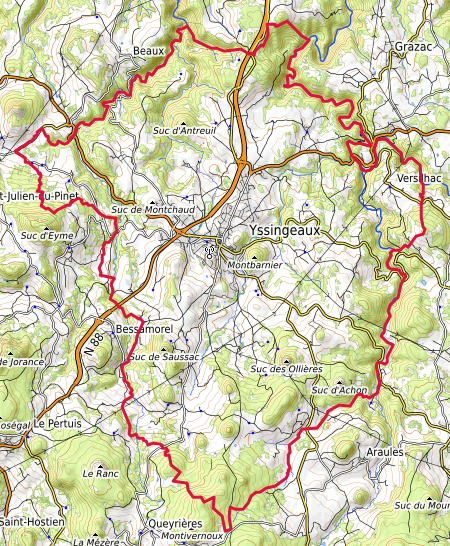
伊桑若地形图

### 教育
伊桑若属于克莱蒙费朗学区。截止2019年1月1日，伊桑若境内共有1所幼儿园、2所小学、2所初级中学、2所普通高中和2所农业高中。2018至2019学年度，伊桑若境内共有在校中等教育阶段学生1,375名。
法国国立高等甜品学校位于伊桑若境内。

### 医疗
截止2019年1月1日，伊桑若境内共有全科医生17名、保健师8名、牙医4名、护士21名、眼科医生6名、皮肤科医生1名、助产士5名和妇科医生6名。境内共有药房3家、养老院1家、残疾人帮扶中心2家。
伊桑若中心医院（Centre Hospitalier de Yssingeaux）是法国的一个区域性医疗机构，其主病区“雅克·巴罗中心医院”（Centre Hospitalier Jacques Barrot）位于伊桑若市区，设有床位260个，是当地规模最大的公立综合性医院。

### 住房
2017年，伊桑若境内共有各类住房4,084套，其中68.8%为独立式居民区，31%为集中式居民区。常住房屋占伊桑若市镇范围内居民建筑总量的79.2%。
在住房保障政策方面，2017年，伊桑若境内共有714户家庭获得了住房经济补助，受益人数占总人口数量的9.9%，其中684份为房租补助。

### 商业
2019年，伊桑若境内共有各类实体商铺220家，其中餐厅25家、大型超市5家、杂货店3家、面包房9家、肉铺4家、书店3家、装饰品店2家、银行门店7家、美容美发店14家、汽车维修店23家。市区西部建有开放式商业街区，有Super U购物中心和Intersport体育用品商店；市区北部还有一家利多超市。

### 体育
2019年，伊桑若境内共有1家游泳池、2间体育馆、2座综合体育场、7处网球场、1处马术场、3处足球或橄榄球场以及2处篮球或排球场。
叙克-利尼翁体育联盟（Union Sportive des Sucs & Lignon）是当地的一支足球队，2020至2021赛季参加奥弗涅-罗讷-阿尔卑斯大区足球联赛。

### 环境
伊桑若的环境事务由其所属的公共社区负责。2019年，伊桑若境内暂无污染企业。

### 治安
2019年，伊桑若市镇范围内有1处国家宪兵队。
2014年，伊桑若及附近地区共发生各类案件1,839起，其中盗窃类案件1,162起，经济类案件218起，毒品交易类案件145起。

## 文化

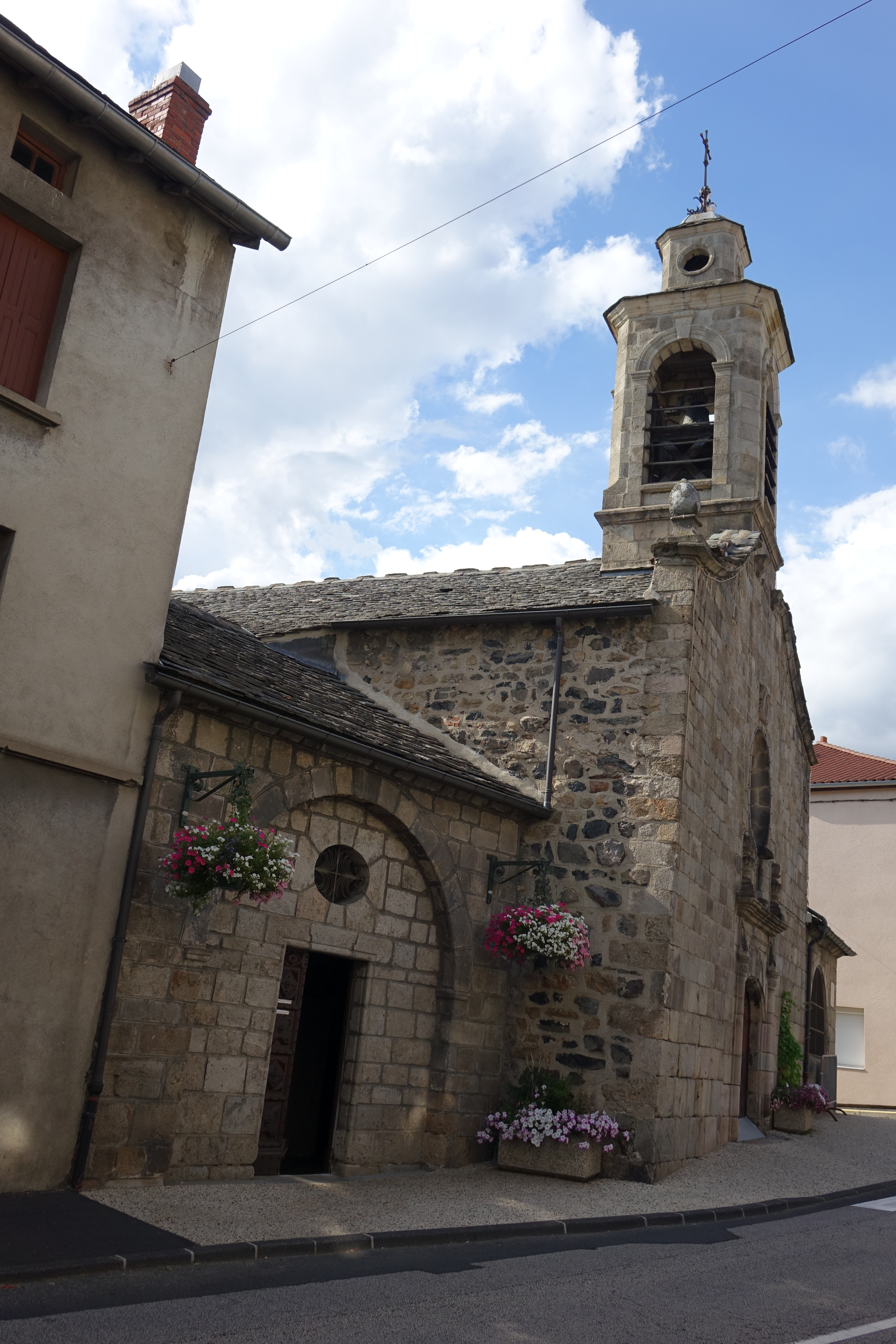
伊桑若小教堂

2019年，伊桑若境内有1家电影院。伊桑若市政府提供多媒体中心，向公众全年开放。

### 建筑
伊桑若境内有多处历史建筑，其中伊桑若小教堂于1937年被列入法国国家文物保护单位，距离市区5公里外的贝勒孔布圣母修道院则在法国大革命期间被烧毁。

### 旅游
伊桑若的旅游事务由其所属的公共社区负责。2020年，伊桑若境内共有3家宾馆共计32间房间；另有1个露营地，可容纳共43辆露营车。

### 媒体
法国主要的媒体均可在伊桑若接收，法国电视三台下属的奥弗涅-罗讷-阿尔卑斯大区频道在部分时段播出伊桑若所属区域的地方新闻。伊桑若也是上卢瓦尔省广播总部所在地。省级报刊《上卢瓦尔省明报》在伊桑若设有发行部。

## 相关人物
法国军事家雷蒙·德·拉罗克和政治家雅克·巴罗出生于伊桑若。法国画家夏尔-路易·巴赞则逝世于伊桑若。

## 友好城市
截至2021年4月，伊桑若共与一座城市互为友好城市关系：
- 德国 埃伯斯贝格